# Afristivalius rahmi
Afristivalius rahmi är en loppart som först beskrevs av Beaucournu 1970.  Afristivalius rahmi ingår i släktet Afristivalius och familjen Stivaliidae. Inga underarter finns listade i Catalogue of Life.